# كاميرون سكوت (لاعب دوري الرغبي)
كاميرون سكوت (بالإنجليزية: Cameron Scott)‏ هو لاعب دوري الرغبي بريطاني، ولد في 7 أكتوبر 1999 في برادفورد في المملكة المتحدة.